# Beards Fork (Virginia Occidental)
Beards Fork es un lugar designado por el censo ubicado en el condado de Fayette en el estado estadounidense de Virginia Occidental. En el Censo de 2010 tenía una población de 199 habitantes y una densidad poblacional de 45,63 personas por km².

## Geografía
Beards Fork se encuentra ubicado en las coordenadas 38°3′54″N 81°13′40″O / 38.06500, -81.22778. Según la Oficina del Censo de los Estados Unidos, Beards Fork tiene una superficie total de 4.36 km², de la cual 4.36 km² corresponden a tierra firme y (0.12%) 0.01 km² es agua.

## Demografía
Según el censo de 2010, había 199 personas residiendo en Beards Fork. La densidad de población era de 45,63 hab./km². De los 199 habitantes, Beards Fork estaba compuesto por el 58.79% blancos, el 40.2% eran afroamericanos, el 0% eran amerindios, el 0% eran asiáticos, el 0% eran isleños del Pacífico, el 0% eran de otras razas y el 1.01% pertenecían a dos o más razas. Del total de la población el 0.5% eran hispanos o latinos de cualquier raza.